# Tentative d'assassinat de Hafez el-Assad en juin 1980
La tentative d'assassinat de Hafez el-Assad est survenu le 26 juin 1980 lorsqu'une tentative d'assassinat contre Hafez el-Assad, le président syrien, a été perpétrée par des partisans des Frères musulmans qui lui ont lancé deux grenades et tiré des rafales de mitrailleuses alors qu'il attendait un diplomate africain au palais des invités à Damas. Assad a lancé une grenade hors de portée, tandis qu'un des gardes du corps d'Assad s'est jeté sur l'autre grenade.
L'attaque est intervenue dans le contexte du soulèvement islamiste en Syrie. L'attaque contre le président a provoqué une série de représailles meurtrières de la part des troupes gouvernementales, notamment le massacre de la prison de Tadmor, perpétré le lendemain. Dix jours plus tard, la loi n° 49 était promulguée, faisant de l'appartenance aux Frères musulmans un crime passible de la peine de mort.